# 新百王證券
新百王證券股份有限公司（英語：New Hundred King Co., Ltd.，臺證所：6210，簡稱：新百王證券）民國78年創立於高雄市，是首批開放證券商執照申請的券商，以1.68折證券手續費聞名市場，主要以電子下單方式承接經紀業務，包含台股證券及國內、國外期貨商品。為專業證券經紀商轉型電子券商之先驅。至2025年止，資本額為3億36萬元，現旗下營業據點為高雄總公司一處。
新百王證券於民國78年6月17日設立，並於民國78年7月29日開業，為台灣證券交易所首批開放證券商執照申請的券商。隨著台灣證券市場逐漸由傳統轉為網路交易，新百王證券於2011年由傳統券商轉型為電子交易證券商，並承攬自辦融資券業務。期間與大昌期貨策略聯盟，新增期貨經紀業務。
為配合台灣證交所推廣證券電子下單之政策，於2018至2020年參與主管機關舉行之電子下單推廣競賽，並獲得台灣證交所頒發之電子下單王、成長率躍進獎、權值成長獎。
至今主要往來交割銀行為中國信託商業銀行、第一商業銀行、台灣中小企業銀行。